# Parafia Znalezienia Krzyża Świętego i św. Andrzeja Apostoła w Końskowoli
Parafia pw. św. Znalezienia Krzyża Świętego i św. Andrzeja Apostoła w Końskowoli – parafia rzymskokatolicka w dekanacie kazimierskim archidiecezji lubelskiej.

## Obszar parafii
W skład parafii wchodzą następujące miejscowości: Chrząchów, Chrząchówek, Końskowola, Młynki, Opoka, Nowy Pożóg, Pulki, Rudy, Sielce, Stara Wieś, Stary Pożóg, Witowice, Wola Osińska, Wronów.
W skład parafii okresowo wchodziły również: Dęba, Paluchów, Wygoda.

## Historia parafii
Parafię erygowano i uposażono prawdopodobnie około 1389–1392 (informacje kościelne podają datę erygowania na 1389, a Jan Długosz informuje, że parafię uposażył bp Piotr Wysz, ordynariusz w latach 1392–1412). Nowego uposażenia i organizacji parafii dokonano w 1545 roku.

## Proboszczowie
(chronologicznie)
- Franciszek Zabłocki
- Stanisław Tarło
- Andrzej Schoneus
- Grzegorz Piramowicz
- Józef Koblański
- Adam Bab

## Grupy parafialne
Zgromadzenie Sióstr Benedyktynek Misjonarek, Akcja Katolicka, Koła Żywego Różańca, Legion Maryi, Ruch „Światło-Życie”, Grupa Charytatywna, Zespół Liturgiczny, Liturgiczna Służba Ołtarza, Schola, Rada Parafialna.

## Kościoły i kaplice
- Kościół Znalezienia Krzyża Świętego i św. Andrzeja Apostoła w Końskowoli – parafialny
- Kościół św. Anny w Końskowoli,
- Kościół Trójcy Świętej w Chrząchowie
- Kościół MB Królowej Polski w Starym Pożogu
- Kościół Jana Chrzciciela w Sielcach
- Kościół MB Częstochowskiej w Woli Osińskiej

## Cmentarze

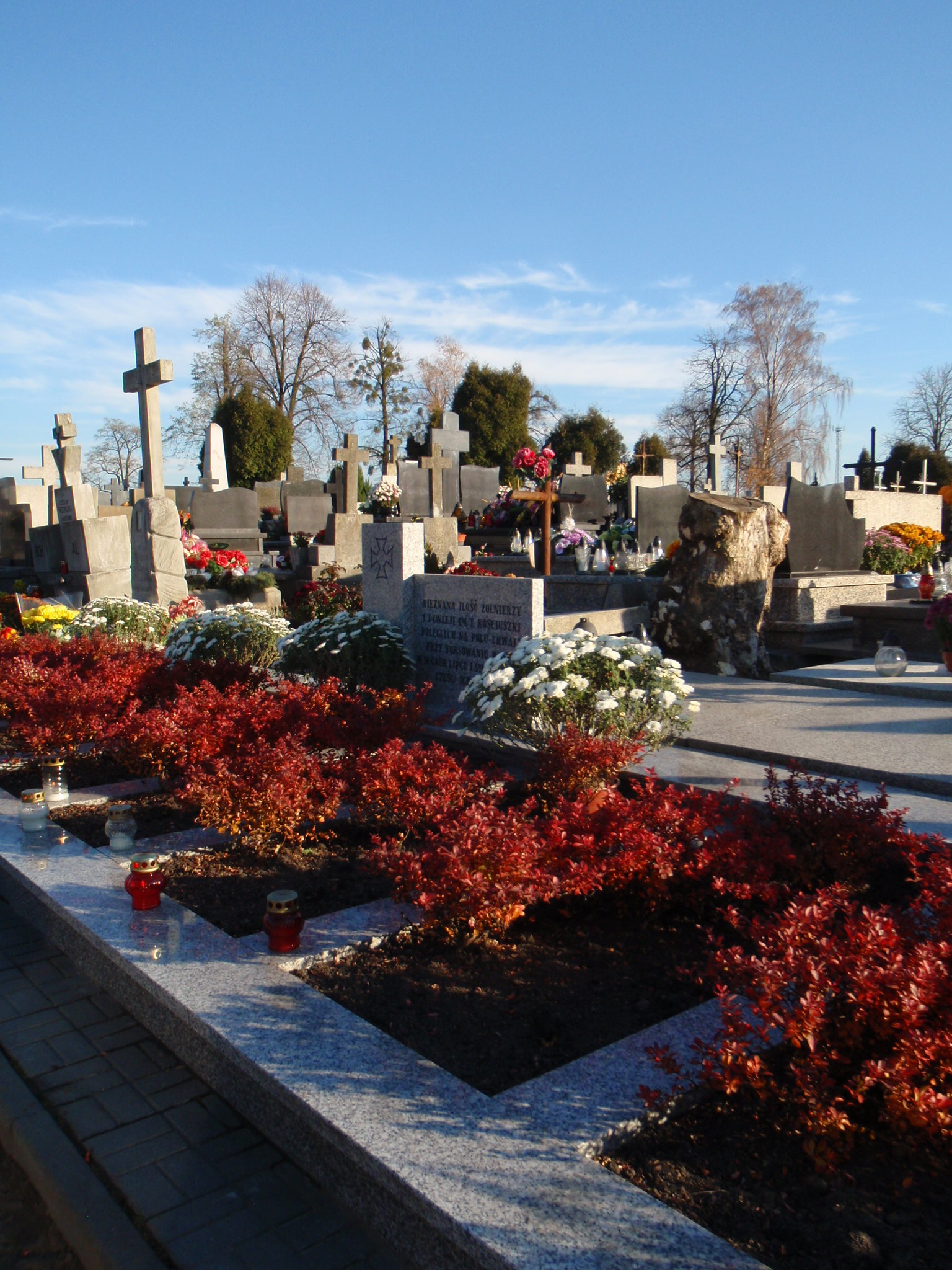
Zbiorowy grób nieznanych żołnierzy 1 Warszawskiej Dywizji Piechoty poległych w walce podczas forsowania Wisły. Cmentarz katolicki w Końskowoli

Pierwotnie pochówki organizowane były przy kościele parafialnym, a w przypadku magnaterii – w tym Tęczyńskich i Ossolińskich – w samym kościele. Planuje się udostępnienie krypt zwiedzającym.
Na terenie przykościelnym znajduje się pomnik Józefa Orłowskiego, a według legendy stał tu także nagrobek bratanka Władysława Oleszczyńskiego – Napoleona Oleszczyńskiego, zdewastowany prawdopodobnie przez Rosjan.
Cmentarz obecny, położony przy ulicy Pożoskiej, służy około 150 lat. Znajduje się na nim mogiła uczestnika władz powstania styczniowego – Szymona Wójcika. Istnieją tu także groby żołnierzy z okresu II wojny światowej, w tym poległych w potyczce pod Witowicami, a także żołnierzy podziemia antykomunistycznego.

## Inne informacje
Przy parafii zostało zorganizowane Towarzystwo Ochrony Dziedzictwa Kulturowego „Fara Końskowolska”, które dokonało odnowienia mienia kościelnego, inwentaryzacji zabytków, eksploracji krypt kościelnych. Między innymi dzięki pracom „Fary” potwierdzono, że budynek dawnej plebanii jest dawnym dworem-fortalicją Tęczyńskich, przez lata uznawanym za całkowicie zniszczony.